# Echinosaura fischerorum
Echinosaura fischerorum — вид ящірок родини гімнофтальмових (Gymnophthalmidae). Описаний у 2021 році.

## Поширення
Ендемік Еквадору. Відомий із західних схилів Анд на північному заході Еквадору, провінцій Імбабура та Карчі, на висоті між 1495—1750 м над рівнем моря.

## Назва
Вид названо на честь Беата Фішера та Урса Фішера, донорів, які здійснили значний внесок у консолідацію заповідника Дракули в секторах Пеньяс-Бланкас та Ель-Пайлон, які не лише захищають популяції цього нового ендемічного виду, але й також важливі популяції земноводних і рептилій басейну річки Міра, що знаходяться під загрозою загрози.